# Mijn nachten met Susan, Olga, Albert, Julie, Piet & Sandra
Mijn nachten met Susan, Olga, Albert, Julie, Piet & Sandra is een Nederlandse film uit 1975 onder regie van Pim de la Parra.

## Plot
Susan is een vrouw die woont op een idyllische boerderij, samen met de op seks beluste jongedames Sandra, Olga en Julie, en de instabiele voyeur Albert. De film opent met twee van Susans medebewoonsters, die een rit krijgen aangeboden door een oudere Amerikaanse man. Terwijl Sandra seks met hem heeft in de auto, slaat Olga hem dood met een lege fles. De vreemde en onderontwikkelde buurvrouw Piet is er getuige van als de twee dames het lijk dumpen in een rivier. Ondertussen ontvangt Susan bezoek van Anton, een man die opdracht heeft gekregen om haar mee te nemen naar een ander adres. Susan is er echter nog niet geheel zeker van of ze mee wil en biedt daarom Anton aan om op de boerderij te overnachten totdat ze haar beslissing heeft genomen.
Al de eerste nacht wordt hij tot seks verleid door Sandra en Olga. Net zoals eerder wil Olga hem neerslaan met een stomp voorwerp, terwijl hij seks heeft met Sandra, maar ze beheerst zich. De volgende dag groeit Anton dichter naar Susan toe. Zij vertelt hem dat ze al drie jaar op de boerderij woont en dat ze jonge meiden in huis nam uit eenzaamheid. Ze legt daarnaast uit dat Piet regelmatig bij hen in de tuin wandelt, maar dat ze geen vlieg kwaad doet. Het verbaast Susan dan ook wanneer Piet plotseling een lege fles drank door de ruit gooit. Olga en Sandra herkennen de fles, samen met de zonnebril die Piet draagt, als eigendom van de man die ze onlangs hebben vermoord. Tot overmaat van ramp blijkt ook Albert op de hoogte te zijn van de moord en hij dreigt de waarheid te vertellen aan Susan als ze geen einde maken aan de eindeloze pesterijen naar hem toe. Albert was een jaar lang de minnaar van Susan, maar tegenwoordig spreekt hij regelmatig stiekem af met Julie.
In de tussentijd groeien Susan en Anton uit tot elkaars minnaars. Susan deelt haar diepste geheimen met hem, maar de volgende dag houdt ze hem op afstand, uit schuldgevoel voor Albert. Verward vertrekt Anton, waarna hij opmerkt dat Piet een lijk in haar tuin verbergt. Dit is het slachtoffer van Olga en Sandra, dat Piet uit het water heeft gehaald om te verzorgen. Na de zoveelste pesterij door Olga en Sandra, pleegt Piet vandalisme op de boerderij van Susan. Anton linkt deze daad aan het lijk en vermoedt ook dat dit de oorzaak is dat de boerderij meer dan eenmalig wordt bezocht door agenten. Hij probeert bewijs te vinden en Susan te overtuigen van de misdaad, maar zij weigert te geloven dat Piet een moord op haar naam heeft staan.
Op de boerderij komen Olga en Sandra tot de ontdekking dat ze al tijdenlang worden begluurd door Albert. In plaats van dat ze boos zijn, raken ze opgewonden, en ze verleiden hem tot seks. Julie betrapt hen en krijgt een woedeaanval, waarna ze de boerderij verlaat. Susan geeft Olga en Sandra de schuld en gooit hen het huis uit. Niet veel later vindt ze het lijk van Albert. Ze probeert Anton te zoeken om hem te waarschuwen en vindt hem in de schuur, waar hij wordt aangevallen door Olga en Sandra, nadat hij hen confronteerde met de moord op de Amerikaanse man. Anton en Susan weten aan de meiden te ontkomen en achten de tijd rijp om de boerderij voorgoed te verlaten. Piet ontfermt zich over het lijk van Albert en steekt de schuur in brand waarin Olga en Sandra zijn opgesloten.

## Rolbezetting
| Acteur                | Personage       |
| --------------------- | --------------- |
| Willeke van Ammelrooy | Susan           |
| Hans van der Gragt    | Anton           |
| Nelly Frijda          | Piet            |
| Jerry Brouer          | Amerikaanse man |
| Franulka Heyermans    | Sandra          |
| Marja de Heer         | Olga            |
| Serge-Henri Valcke    | Albert          |
| Marieke van Leeuwen   | Julie           |

## Achtergrond
De film, die werd geregisseerd door Pim de la Parra, kende een moeizame productieperiode. De la Parra bood de hoofdrollen aan Cox Habbema, Rutger Hauer en Dora van der Groen aan. Habbema bedankte, omdat ze zich niet kon vinden in de reputatie van de regisseur, en Hauer werd door Rob Houwer onder druk gezet om enkel in dienst van Houwer te werken. Later trok ook Van der Groen zich terug, omdat ze zich stoorde aan het seksuele karakter van de film. De rollen gingen uiteindelijk naar Willeke van Ammelrooy, met wie De la Parra al veelvoudig had samengewerkt, de onbekende theaterspeler Hans van der Gragt en actrice Nelly Frijda.
De opnamen vonden plaats op een boerderij in Warder. De film werd negatief ontvangen door de pers. Complimenten gingen enkel naar de fotografie van Marc Felperlaan. De recensent van NRC Handelsblad vond de film 'het werk van een niet onbegaafde filmamateur die op een landerige namiddag een ideetje heeft gekregen en dat onmiddellijk ten uitvoer heeft gebracht, zonder de tijd om zich af te vragen of het eigenlijk wel zo'n goed idee was.'
1896-1909 · 1910-19 · 1920-29 · 1930-39 · 1940-49 · 1950-59 · 1960-69 · 1970-79 · 1980-89 · 1990-99 · 2000-09 · 2010-19
· 2020-29